# Ortocúpula-rotonde pentagonal alongada
Em geometria, a ortocúpula-rotonde pentagonal alongada é um dos sólidos de Johnson (J40). Como o nome sugere, pode ser construída alongando-se uma ortocúpula-rotonde pentagonal (J32) ao inserir-se um prisma decagonal entre suas metades. Rotacionando-se uma das metades em 36 graus em relação a outra antes da junção do prisma resulta em uma girocúpula-rotonde pentagonal alongada (J41).